# Terminator Dark Fate
Terminator Dark Fate er en amerikansk science-fiction film fra 2019. Den blev instrueret af Tim Miller og med Arnold Schwarzenegger og Linda Hamilton i hovedrollerne. Desuden er James Cameron tilbage som producent.

## Medvirkende
- Linda Hamilton som Sarah Connor[2]
- Arnold Schwarzenegger som T-800 "Model 101" / Carl[3][4]

- Brett Azar som en ung T-800

- Mackenzie Davis som Grace[6]
- Natalia Reyes som Daniella "Dani" Ramos[7][8]
- Gabriel Luna som Rev-9: en avanceret Terminator[9]
- Diego Boneta[10][8]
- Edward Furlong som John Connor:[11][12]

- Jude Collie som en ung John Connor

- Steven Cree[15]
- Enrique Arce[16]